# Muhammad Fâdil ben Mâmîn

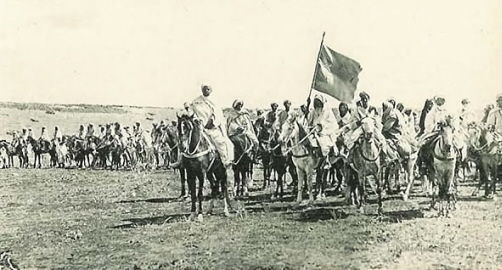
Ahmed el Hiba, petit-fils de Mohammed Fadil

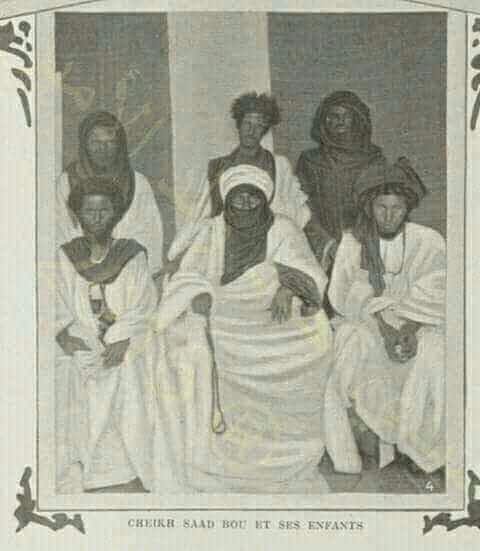
Cheikh Saad Bouh, fils de Mohamed Fadil.

Mohammad Fâdil ben Mâmîn est un cheikh Maure, né en février 1797 dans le Hodh El Chargui (actuelle Mauritanie), mort en 1869 dans la même région, est un saint et un soufi, grande figure de l'Islam en Afrique de l'Ouest, il le fondateur du courant fadiliyya au sein de la confrérie soufi des Qadiriyya. Il est le père du cheikh Ma El Ainin et du Cheikh Saad Bouh.

## Biographie
Né en 1797 dans la région du Hodh, Mohammad Fadil est le fils de Mohammad al-Amîn petit fils de at-Tâlib Akhyâr descendant d’une lignée de chérif se rattachant à aj-Jîh al-Mukhtâr, une famille originaire du Tafilalet, arrivée dans le Hodh au cours du17e siècle,. Il est fondateur de la tribu Maures des  Ahl at-Tâlib

Selon son hagiographie ad-Diyyâ’ al-mustabîn fi karâmât Shaykh Mohammad Fâdil ben Mâmîn, Mohammad Fadil a appris le Coran à l'âge cinq ans auprès de Mohammad al-Mokhtâr ben Lahbûs ben Abu Bakr, il apprit également les récits biographiques (as-sîra) des Prophètes et des saints (al-’awliyâ). À l’âge de sept ans, il commença son initiation mystique auprès de son père Mohammed al-Amin qui lui enseignera pendant huit ans les secrets de l’initiation (’asrâr) et les hikam (formules magiques).
Il fonda par la suite sa propre tarîqa (courant) au sein de la confrérie Qadiriyya, qui combine deux principes: le premier principe rassemble différentes pratiques et références mystiques, notamment la transe (jadhb), cette pratique confrérique était déjà très répandue dans la partie nord de l'Empire chérifien au delà de l'anti-Atlas mais jusqu’à cette époque, elles n’étaient pas diffusées dans l’islam confrérique des régions sahariennes au sud du Oued Noun (bilâd al bidân), voire elles étaient fortement condamnées par les Fakir (fuqahâ) comme par les chefs des confréries, cependant les héritiers de Mohammed Fadil justifiaient ces pratiques en rappelant qu’elles existaient déjà du temps du Prophète. L’autre principe était la répétition des invocations (dhikr) à haute voix, selon Ma El Ainin dans son ouvrage al-‘Aynayn hujjat al-murîd fi ’ijhâr bi al-‘alâ al-murîd cette pratique attira également à la Fâdiliyya de nombreuses critiques de la part des fakirs et chef de confréries.
Il eut quarante-huit fils dont les célèbres Cheikh Ma El Ainin et Cheikh Saad Bouh, il enseignera le savoir exotérique au premier et ésotérique au deuxième et demandera à ce que ces derniers diffuses ses connaissances, Cheikh Ma El Ainin s'établira au Maroc entre la Saguia el-Hamra et le Sousse, tandis que Cheikh Saad Bouh s'établira dans l'Adrar en actuelle Mauritanie. De très nombreuses tribus suivront la tariqa Fadiliyya à travers l'actuel Maroc, Mauritanie et Sénégal.
Il est également le grand-père de Ahmed al-Hiba et Merebbi Rebbu, chefs résistants à la puissance coloniale Française et Espagnol du Maroc.